# 1912 County Championship
Navigation
Édition précédente Édition suivante
Le 1912 County Championship fut le vingt-troisième County Championship. Le Yorkshire remporta son neuvième titre de champion.
Une colonne No Result (NR) a été introduite pour la première fois. Elle comprenait tous les matches pour lesquels aucune décision n’avait été prise lors des premières manches. Ces jeux n’ont pas été utilisés lors du calcul des points maximum possibles. Cinq matches ont été abandonnés sans qu'une balle soit lancée et ont été inclus dans la colonne NR.

## Classement
- Le classement final a été décidé en calculant le pourcentage de points possibles.

| Equipe           | Pld | W  | L  | DWF | DLF | NR | Pts | %Fin  |
| ---------------- | --- | -- | -- | --- | --- | -- | --- | ----- |
| Yorkshire        | 28  | 13 | 1  | 7   | 4   | 3  | 90  | 72.00 |
| Northamptonshire | 18  | 10 | 1  | 2   | 4   | 1  | 60  | 70.58 |
| Kent             | 26  | 14 | 5  | 3   | 3   | 1  | 82  | 65.60 |
| Lancashire       | 22  | 8  | 2  | 4   | 3   | 6  | 55  | 64.70 |
| Middlesex        | 20  | 7  | 4  | 5   | 2   | 2  | 52  | 57.77 |
| Hampshire        | 24  | 7  | 3  | 4   | 4   | 6  | 51  | 56.66 |
| Surrey           | 26  | 7  | 5  | 6   | 5   | 3  | 58  | 50.43 |
| Nottinghamshire  | 18  | 5  | 5  | 5   | 2   | 1  | 42  | 49.41 |
| Warwickshire     | 22  | 6  | 5  | 3   | 4   | 4  | 43  | 47.77 |
| Sussex           | 28  | 6  | 10 | 6   | 4   | 2  | 52  | 40.00 |
| Gloucestershire  | 18  | 3  | 8  | 1   | 1   | 5  | 19  | 29.23 |
| Derbyshire       | 18  | 2  | 7  | 2   | 3   | 4  | 19  | 27.14 |
| Leicestershire   | 22  | 3  | 13 | 2   | 2   | 2  | 23  | 23.00 |
| Somerset         | 16  | 2  | 8  | 1   | 3   | 2  | 16  | 22.85 |
| Essex            | 18  | 1  | 8  | 2   | 3   | 4  | 14  | 20.00 |
| Worcestershire   | 20  | 1  | 10 | 0   | 6   | 3  | 11  | 12.94 |